# Hardcore gamer
Hardcore gamer é um termo utilizado para descrever um tipo de jogador de videogame. Não existe um consenso sobre a definição do termo, no entanto, descreve-se os hardcore gamers como pessoas as quais gastam muito tempo com games, diferentemente dos gamers casuais, como são chamadas aqueles que não jogam com tanta frequência e em tanto número.

Muitos hardcore gamers se orgulham de terem um grande conhecimento sobre as regras, táticas e teorias sobre o jogo, embora isso não seja um requerimento. Há uma opinião conflitante se o termo é relativo ao tempo gasto jogando ou ao fato de aprender a fundo as mecânicas do jogo em si.

## Uso
Há uma confusão acerca do termo, o termo é frequentemente utilizado para definir vários tipos da hardcore gamers como: Tempo investido jogando, dinheiro gasto no jogo, o quão competitivo o uso é, preferência por player versus player (PvP) ou player versus environment (PvE), estilo de jogo ou preferência de gameplay, ou ainda o hardware utilizado/montado.
Charlie Scibetta já descreveu os hardcore gamers como: "Eles são os que se adaptam mais cedo à última versão de algo, e serão os primeiros a testar e discutir sobre, para nos dar o melhor feedback sobre o que gostaram e o que não gostaram."

## Relação com os gamers casuais
Em sua maioria, hardcore gamers mantém um certo desdém em relação aos gamers casuais, principalmente contra os que jogam videogames leves como o Wii Sports por exemplo. Alguns hardcore gamers no entanto são rotulados incorretamente de casual gamers, muitas vezes de forma depreciativa, especialmente em jogos do tipo MMORPG, onde existe uma grande demanda para diversos estilos de jogo (solo, quests, pvp, raid, crafting), onde às vezes não é possível desenvolver habilidades em todos os parâmetros.